# Pusté Čemerné
Pusté Čemerné is een Slowaakse gemeente in de regio Košice, en maakt deel uit van het district Michalovce.
Pusté Čemerné telt 347 inwoners.